# 중기관총

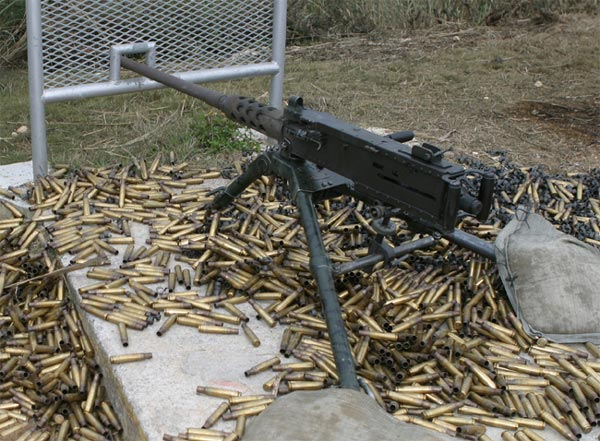
삼각대에 거치된 M2 기관총

중기관총(重機關銃)은 대구경 (12.7mm (50구경) 이상) 탄환을 사용하는 기관총, 또는 소총탄을 사용하는 기관총 중 무거운 마운트에서 장시간의 사격을 할 수 있는 기관총을 말한다. 과거엔 후자의 의미로 많이 쓰였고, 현대에는 전자의 의미로 많이 쓰인다. 소총탄을 사용하는 중기관총으로는 크게 보았을 때, 수냉식 중기관총과 다총신 중기관총 두 가지가 있다. 수냉식 중기관총은 현대에는 거의 쓰이지 않으나, 미니건과 같은 다총신 중기관총은 계속적으로 쓰이고 있다.
대구경 탄환을 사용하는 최초의 중기관총은 1917년에 프랑스가 11mm 탄을 사용하는 호치키스 1917년형을 개발하여 대공용도로 사용한 것이 시초이며, 본격적인 중기관총은 1918년에 독일이 개발한 TuF1918이다. TuF1918은 13mm 철갑탄을 사용하여 대공 및 대전차용으로 개발된 것이다.
TuF1918의 영향을 받은 미국은 M2 기관총을 개발하여 제식 채용하였고, 현재도 미군 제식 화기로 남아 있으며, 거의 대부분의 미국 우방국들은 이 총을 그대로 채용하여 사용하고 있다. 대한민국 육군도 K6 기관총을 사용하고 있는데 K6 기관총은 M2HB QCB(Quick-Change Barrel)를 거의 대부분 복제한 총이다.
소련도 12.7mm 급 기관총을 개발하는데, 소련은 특이하게 14.5mm 구경을 가져 기관포에 버금가는 위력을 발휘하는 기관총을 개발하여 지금도 사용하고 있다. 14.5mm 탄은 웬만한 장갑차량이나 헬기는 관통시킬 수 있는 위력을 발휘하는데다가, 이 급의 기관총은 기관포와 달리 보병이 휴대할 수 있기 때문에 서방 군에는 가장 큰 위협이 되고 있다(AH-64 아파치와 서방제 장갑차 그리고 보병전투차들이 한결같이 14.5mm 탄에 대한 방호력을 요구하는 이유이다.).
일반적으로 대구경 중기관총은 지역 제압이나 경장갑 차량, 헬기 공격에 사용된다. 하지만 때때로 광학조준경을 장착하여 장거리 저격용으로도 활용된다.

## 같이 보기
- 중형기관총
- 경기관총
- 다목적기관총
- 분대지원화기